# Newchurch (Kent)
Newchurch è un villaggio e parrocchia civile dell'Inghilterra, appartenente alla contea del Kent.